# Ruth Ridge
Ruth Ridge är en bergstopp i Antarktis. Den ligger i Västantarktis. Argentina, Chile och Storbritannien gör anspråk på området. Toppen på Ruth Ridge är 1 085 meter över havet, eller 157 meter över den omgivande terrängen. Bredden vid basen är 5,8 km.
Terrängen runt Ruth Ridge är varierad. Trakten är obefolkad. Det finns inga samhällen i närheten.